# Берковско
 Тази статия е за историко-географската област.  За общината вижте Берковица (община).  
Берковско е историко-географска област в Северна България, около град Берковица.
Територията ѝ съвпада приблизително с някогашната Берковска околия, а днес включва общините Берковица и Вършец и почти цялата община Георги Дамяново (без селата Видлица, Каменна Рикса и Чемиш в Монтанско), както и селата Горна Ковачица и Равна в община Чипровци. Разположена е в северната част на Берковска планина и предпланините североизточно от нея. Граничи с Монтанско на север, Врачанско на изток, Годечко и Царибродско на юг и Пиротско на запад.